# Zoran Simjanović
Zoran Simjanović (Belgrado, República Socialista de Serbia, RFS Yugoslavia, 11 de mayo de 1946 - Belgrado, Serbia, 11 de abril de 2021) fue un músico y compositor serbio. 

## Biografía
Desde 1961 fundó y tocó en algunas de las bandas de rock más populares en Yugoslavia y en el extranjero (Siluete, Elipse). También escribió canciones para sus amigos que ganaron premios en festivales, aunque finalmente nunca tuvo un gran interés por la música pop en general.
Desde 1975, ha compuesto partituras para cine, televisión y teatro, en Yugoslavia y en el extranjero. Escribió la música para no menos de 55 películas, varias de ellas colaboraciones con el director Emir Kusturica, y una gran cantidad para televisión. Actualmente es profesor en la Facultad de Artes Escénicas y en la Facultad de Arte de la Música de Belgrado.
Murió el 11 de abril de 2021, un mes antes de cumplir los 75 años, tras estar infectado de COVID-19 durante dos semanas.

## Filmografía

### Compositor
- Balkan ekspres 3 (2009) (preproducción)
- Besa (2009) (posproducción)
- Turneja (2008)
- Balkanska braća (2005)
- San zimske noći (Sueño de una noche de invierno) (2004)
- Pad u raj (Falling in the Paradise) (2004)
- Sjaj u očima (Loving Glances) (2003)
- Kordon [(The Cordon) (2002)
- Serbie, année zéro (Serbia, Year Zero) (2001)
- Harold i Mod (2001) (TV)
- Proleće u Limasolu (1999) (TV)
- U ime oca i sina (1999)
- Bure baruta (Cabaret Balkan) (1998)
- Poludeli ljudi (1997)
- Triptih o veličini (1997)
- Urnebesna tragedija (1995)
- Terasa na krovu (1995)
- Pare ili zivot (1995)
- Priča (1995)
- Sto godina jednog veka (1995)
- Memento mori 1 (1994)
- Rupa u duši (A Hole in the Soul) (1994)
- Kaži zasto me ostavi (Say Why Have You Left Me) (1993)
- Tito i ja (Tito and Me) (1992)
- Tango argentino (1992)
- Virdžina (Virgina) (1991)
- Stanica običnih vozova (1990)
- Balkanska perestrojka (1990)
- Sabirni centar (The Meeting Point) (1989)
- Masmediologija na Balkanu (1989)
- Švedski aranzman (1989)
- Vreme čuda (Time of Miracles) (1989)
- Rođaci iz Lazina (1989) TV series
- Balkan ekspres 2 (1988)
- Drugi čovek (1988)
- Tajna manastirske rakije (Cognac) (1988)
- El Camino del sur (Journey to the South) (1988)
- Za sada bez dobrog naslova (A Film with No Name) (1988)
- Anđeo čuvar (Guardian Angel) (1987)
- Život radnika (1987)
- Lager Niš (1987)
- Uvek spremne zene (1987)
- Već viđeno (Reflections) (1987)
- Griffon u Beogradu (1986) (TV)
- Lepota poroka ('The Beauty of Sin) (1986)
- Hey Babu Riba (1986)
- Otac na službenom putu (Papá está en viaje de negocios) (1985)
- Jagode u grlu (1985)
- I to će proći (1985)
- Tajvanska kanasta (Taiwan Canasta) (1985)
- Dvostruki udar (1985) (TV)
- Žikina dinastija (1985)
- Sloboda (1984)
- Šta je s tobom, Nina (1984)
- Šta se zgodi kad se ljubav rodi (1984)
- Kaleidoskop dvadesetog veka (1984) (TV)
- Romeo i Julija (1984)
- Uvek sa vama (1984) TV series
- Pazi šta radiš (1984)
- Moljac (1984)
- Opasni trag (1984)
- Ne tako davno (1984) TV miniseries
- Idi mi, dođi mi (1983)
- Malograđani (1983) (TV)
- Orao (1983)
- Balkan Express (1983)
- Mućak (1983)
- Trije prispevki k slovenski blaznosti (1983)
- Nesto između (1983)
- Variola Vera (1982)
- Četvrtak umesto petka (1982) (TV)
- Dvije polovine srca (1982)
- Jelena Gavanski (1982) (TV)
- Učiteljica (1982)
- Maratonci trce počasni krug (The Marathon Family) (1982)
- Sjećas li se Dolly Bell (¿Te acuerdas de Dolly Bell?) (1981)
- Sok od šljiva (1981)
- Neka druga zena (1981)
- Duel (1981)
- Gazija (1981)
- 'Samo za dvoje (1980) (TV)
- Ćorkan i Švabica (1980) (TV)
- Majstori, majstori! (All That Jack's) (1980)
- Petrijin venac (Petria's Wreath) (1980)
- Most (1979)
- Draga moja Iza (1979)
- Zemaljski dani teku (The Days on Earth Are Flowing) (1979)
- Bife 'Titanik' (Buffet Titanic) (1979) (TV)
- Nacionalna klasa (National Class Category Up to 785 ccm) (1979)
- Pucanj u šljiviku preko reke (1978) (TV)
- Boško Buha (1978)
- Nevjeste dolaze (The Brides Are Coming) (1978) (TV)
- Miris poljskog cveća (Fragrance of Wild Flowers) (1977)
- Specijalno vaspitanje (Special Education) (1977)
- Grlom u jagode (1976)
- Sve što je bilo lepo (1976) (TV)
- Ljubičice (1975) (TV)
- Slike bez rama - iz dečijih knjiga (1973) TV series